# Rezerpin
Rezerpin je prirodni alkaloid koji je već stoljećima poznat i koristio se još u drevnoj Indiji. 

## Povijest
Dobiva se iz korijena biljke Rauwolfia vomitoria, koja raste ponajviše u Africi te Aziji. U pučkoj biljnoj medicini korijen rauvolfije se koristio u obliku čaja za liječenje hipertenzije, ludila, zmijskih ugriza i kolere. Osim rezerpina rauvolfija sadržava i brojne druge alkaloide, kao što je, primjerice, ajmalin, koji se prije koristio kao antiaritmik. 
Čisti alkaloid, rezerpin izoliran je 1952. i nakon toga je postao prvi moderni lijek za liječenje hipertenzije, a i danas je u uporabi.

## Djelovanje
Rezerpin ireverzibilno blokira vezikularni transporter neurotransmitera kao što su noradrenalin, serotonin i dopamin. Zbog toga te neurotransmitere razgrađuju enzimi u mitohondrijima. Naime, rezerpin blokira o magneziju ovisne ATP-aze. Ti su enzimi neophodni radi mehanizma unosa neurotransmitera u sinaptičke vezikule i bez njihovog rada vezikule ne mogu pohraniti neurotransmitere i ne mogu ih isporučiti u sinaptičku pukotinu. Pri velikim dozama rezerpin može dovesti do nestanka noradrenalina u simpatičkim živcima. Pod utjecajem rezerpina smanjuje utjecaj simpatikusa, jača utjecaj parasimpatikusa te se smanjuje periferni otpor i srčani minutni volumen. 

## Primjena
Rezerpin se može koristiti za liječenje hipertenzije, ali i kao sedativ i hipnotik te za liječenje duševnih bolesti kao što je shizofrenija. Međutim, u praksi se koristi samo za liječenje hipertenzije, ali polagano izlazi iz uporabe zbog činjenice da su danas dostupni antihipertenzivni lijekovi koji nemaju popratna djelovanja na psihu. Na tržištu često dolazi u kombinacijama s drugim antihipertenzivnim agensima. Na taj način je za terapijski učinak potrebno manje rezerpina nego da se koristi sam. Kada se uzima samostalno tada dnevna doza rezerpina iznosi 0,5 mg.

## Nuspojave
Rezerpin i lijekove na bazi rezerpina ne bi smjeli koristiti osobe koje pate od depresije. Moguće nuspojave jesu simptomi hunjavice, letargija, pospanost, probavne tegobe, vrtoglavica i proljev. Ponekad se javlja i povećanje tjelesne težine. 
Nažalost, rezerpin može izazvati nakupljanje vode i natrija u krvi što može dovesti i do zatajenja srca. Posebno bi morali biti oprezni pacijenti koji pate od želučanih tegoba, ulcerativnog kolitisa, aritmija, infarkta i srčane slabosti, te bronhitisa ili astme.